# Julia Świtalska
Julia Świtalska, z domu Jaroszewicz, primo voto Sladky, secundo voto Świtalska, tertio voto Fularska (ur. 1 stycznia 1888 w Demówce, zm. 24 maja 1956 w Warszawie) – polska lekarz dermatolog, doktor wszech nauk lekarskich, specjalistka i pionierka kosmetyki, autorka publikacji, działaczka niepodległościowa, porucznik Legionów Polskich.

## Życiorys

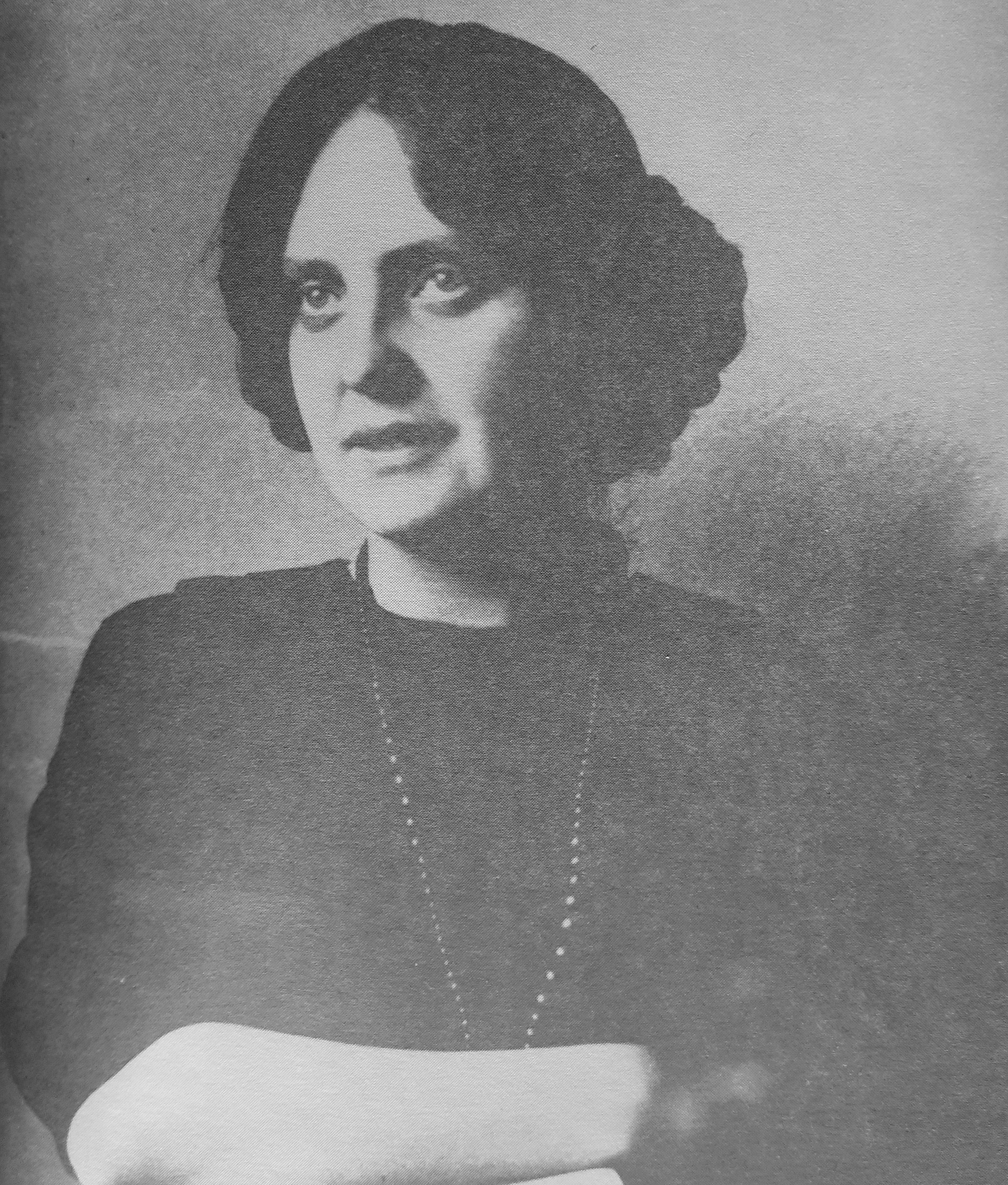
Julia Świtalska (1916)

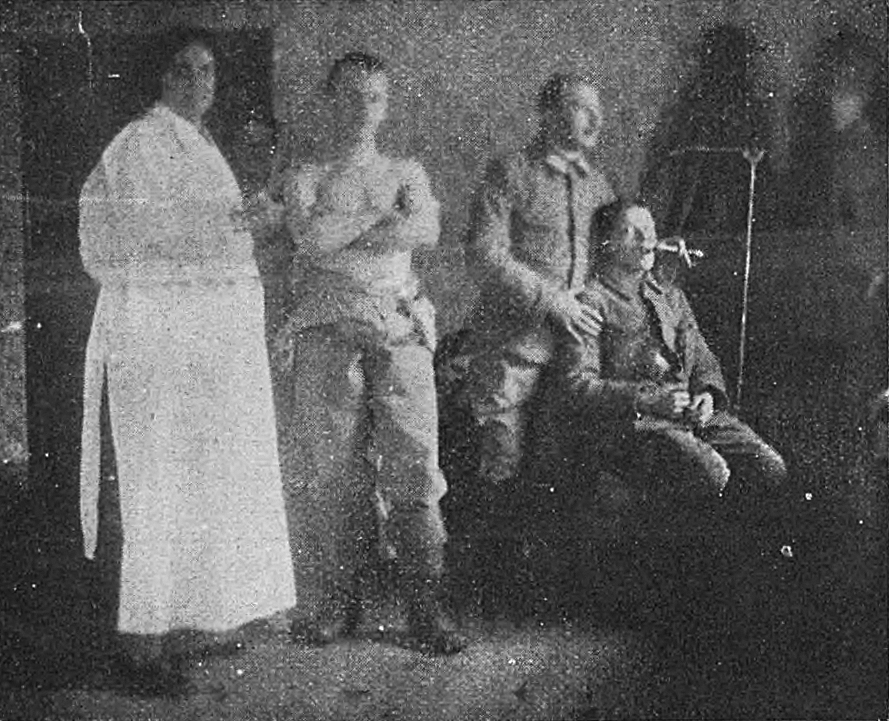
Julia Świtalska (pierwsza z lewej) prowadząca szczepienie przeciw ospie wśród legionistów w 1915

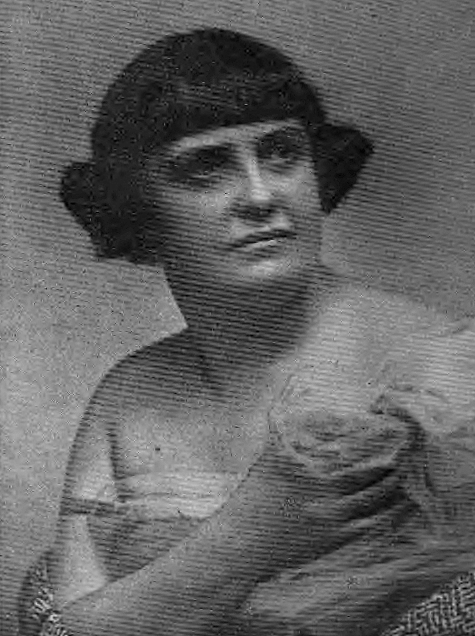
Julia Świtalska (lata 20.)

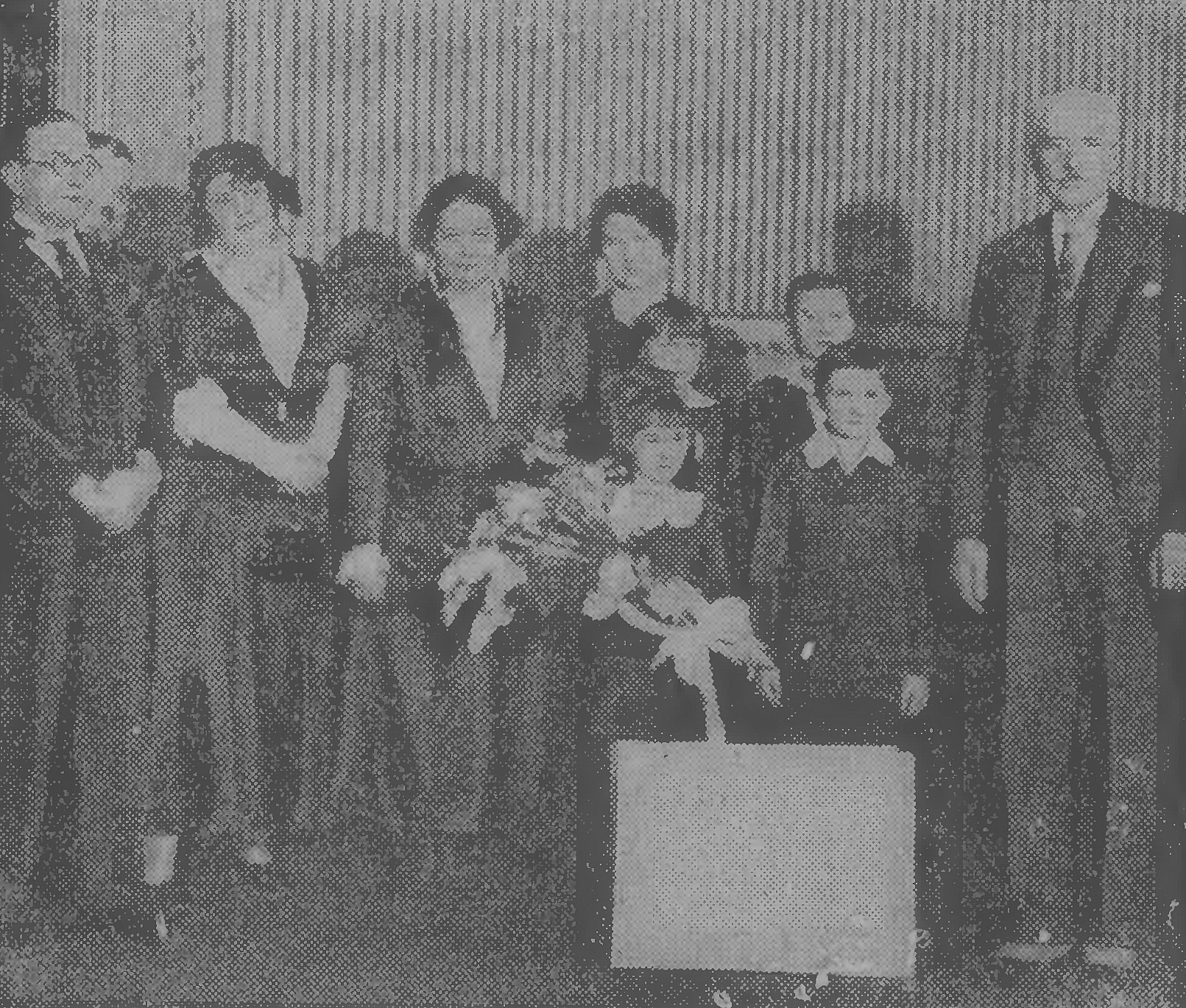
Julia Świtalska-Fularska (druga z lewej) podczas spotkania z prezydentem RP Ignacym Mościckim (1932)

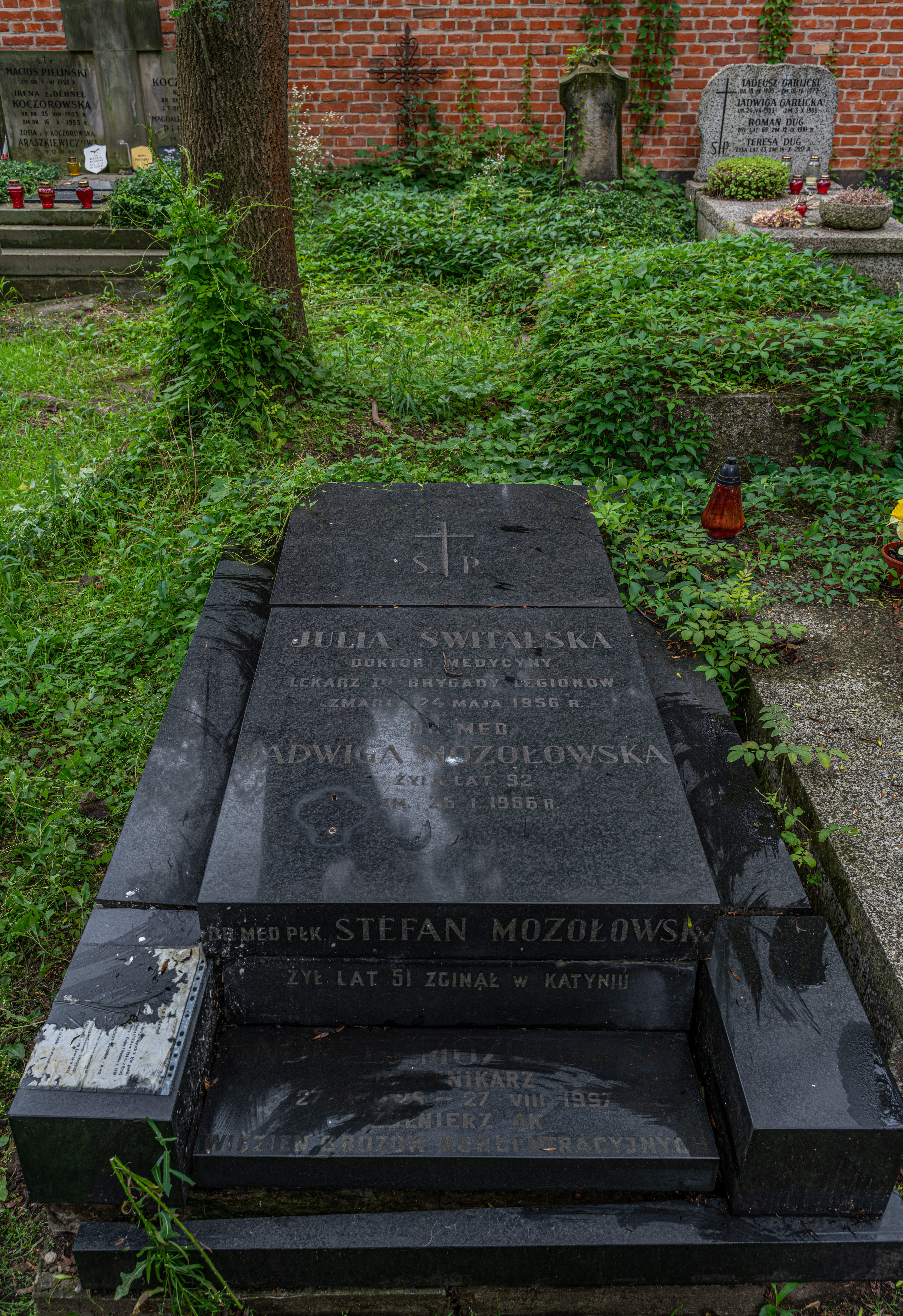
Grobowiec Julii Świtalskiej i rodziny Mozołowskich

Urodziła się 1 stycznia 1888 (według innych wersji w 1889 wzgl. 1 stycznia 1892) w Demówce. Pochodziła z rodziny Jaroszewiczów. Była córką Józefa i Julii z domu Lewińskiej. Miała brata Kazimierza (1882-1956) i siostrę Jadwigę (1893-1986).
Uczyła się w gimnazjum w Żytomierzu, skąd została relegowana w V klasie za udział w tajnej organizacji Młodzieży Polskiej Postępowej. Egzamin dojrzałości o charakterze filologicznym zdała we Lwowie. Studiowała medycynę na Wydziale Medycznym Uniwersytetu Lwowskiego, gdzie 1 grudnia 1908 została wybrana członkinią wydziału Biblioteki Słuchaczów Medycyny. Będąc na II roku w roku akademickim 1909/1910 otrzymała stypendium fundacji Boznańskiego. W 1908 była już zamężna, a jej mężem był Jerzy Sladky, także pochodzący z Żytomierza (w niektórych źródłach wymieniana jako „Sladkowa” wzgl. „Śladkowa” albo „Śladke”), bądź też wymieniana z podwójnym nazwiskiem „Jaroszewicz-Sladky” (wzgl. „Jarosiewicz-Śladkowa”). Na lwowskiej uczelni w 1914 uzyskała dyplom lekarza, a 23 kwietnia tego roku stopień doktora wszech nauk lekarskich (jej promotorem był prof. Henryk Halban). W trakcie studiów była działaczką lwowskich Organizacji „Promień” i „Życie”. W 1909 działała w Kółku Studentek Wszechnicy Lwowskiej. W 1911 została skautką we Lwowie. W grudniu 1912 we Lwowie została wybrana do wydziału Polskiego Zjednoczenia Studentek. W 1914 we Lwowie była organizatorką Strzeleckich Drużyn Kobiecych. 4 sierpnia 1914 w kościele ewangelickim we Lwowie po raz drugi wyszła za mąż, za ówczesnego nauczyciela gimnazjalnego Kazimierza Świtalskiego (oboje znali się z okresu studiów).
Po wybuchu I wojny światowej ewakuowała się ze Lwowa. Następnie wraz z mężem przebywała w Krakowie. Oboje zamieszkali u babki Kordiana Zamorskiego. W Krakowie pracowała w szpitalu. Potem przebywała na Śląsku i tam także udzielała się w szpitalu. W Jabłonkowie została lekarzem komendy placu Legionów Polskich. Była tam w listopadzie 1914. Przebywała też w Nawsiu koło Jabłonkowa, gdzie była lekarzem w szpitaliku. Pracowała w ambulatorium w Sławkowie. Zimą 1914/1915 służyła w szpitalu epidemicznym w Szyglu (wzgl. Szczyglu), gdzie panowała ospa (pracował tam też dr Stefan Mozołowski). Na początku 1915 prowadziła wśród legionistów szczepienia przeciw ospie. Pracowała jako lekarka przy żołnierzach I Brygady. Z ziemi śląskiej przeszła z Legionami na obszar Królestwa Kongresowego, przebywając w Piotrkowie. Tam była lekarzem w Ambulatorium Departamentu Wojskowego Naczelnego Komitetu Narodowego. W tamtejszej bezpłatnej lecznicy prowadziła szczepienia przeciw ospie. W tym mieście pod jej kierunkiem i nadzorem został utworzony Przytułek dla Dzieci Legionistów, gdzie działała w jego zarządzie. Została mianowana na stopień porucznika legionów. Z Piotrkowa została wezwana przez dr. Starzewskiego do Lwowa, gdzie przydzielono ją do Szpitala Powszechnego (pracowała tam już wcześniej) na oddział kobiet „przymusowo leczonych”. W szpitalu tym była zatrudniona kolejno na oddziale wewnętrznym, potem dziecięcym, chirurgii (pod kierunkiem Hilarego Schramma). Następnie skoncentrowała się na specjalizacji w kierunku chorób skórnych i w 1916 pracowała u boku prof. Jana Tadeusza Lenartowicza na oddziale skórno-wenerycznym na stanowisku sekundariusza w szpitalu powszechnym we Lwowie. Ponadto we Lwowie pracowała w Gospodzie Legionowej. Została członkinią wydziału utworzonego w 1915 Komitetu Opieki nad Inwalidami i Superarbitrowanymi Legionistami we Lwowie przy Lwowskiej delegacji NKN i sprawowała opiekę lekarską w schronisku tego gremium. W trakcie wojny, poza pracą w szpitalu, jednocześnie ordynowała prywatnie we Lwowie w 1917 i 1918. Podczas obrony Lwowa w trakcie wojny polsko-ukraińskiej w listopadzie 1918 wspólnie z prof. Schrammem tworzyła służbę sanitarną z myślą o żołnierzach i ludności cywilnej, uczestnicząc przy zabiegach operacyjnych. Udzielała pomocy rannym w szpitalu dziecięcym św. Zofii.
Po oswobodzeniu Lwowa pracowała na oddziale kiłowo-skórnym dla kobiet pod kierunkiem prof. Lenartowicza. W 1920 uzyskała tytuł specjalisty dermatologa i została mianowana na stanowisko starszego sekundariusza na ww. oddziale. Ponadto od 1920 do 1921 pełniła funkcję kierownika schroniska dla starców we Lwowie. W 1922 osiadła w Warszawie, gdzie otrzymała przydział sanitarny w Komisji dla Spraw Walki z Nierządem. Była sędzią do spraw walki z nierządem. Zawodowo pracowała na stanowisku kierowniczki przychodni chorób zakaźnych w Warszawie (wzgl. przychodni wenerycznej przy Urzędzie Sanitarno-Obyczajowym). W latach 20. wraz z mężem Kazimierzem, który został politykiem, zamieszkiwała przy ul. Kruczej 31/3. Tam prowadziła praktykę lekarską w zakresie chorób wenerycznych i skórnych. Potem wybudowali dom przy ulicy Mierosławskiego 2 na Żoliborzu, na terenie osiedla oficerskiego. Świtalscy nie mieli dzieci, a w 1927 rozwiedli się. Przed 1930 Julia ponownie wyszła za mąż za mjr. Mieczysława Fularskiego (według różnych wersji w 1927 lub w 1928) i nosiła nazwisko Fularska (wzgl. Świtalska-Fularska).
Od 1922 prowadziła Laboratorium Kosmetyków Higienicznych „Świt”. Była to pierwsza tego typu pracownia w Polsce. Przy tej placówce uruchomiła bezpłatną poradnię dla kobiet w zakresie kosmetyki i urody. Ponadto przy Laboratorium funkcjonował dział szkolnictwa zawodowego, zaś w ramach prowadzonych dwa razy w roku kursów kosmetycznych szkolono około 100 kosmetyczek rocznie, ponadto organizowano tam też kurs pomocy dentystycznych. Od 1934 prowadziła swoją działalność, tj. gabinet lekarsko-kosmetyczny, poradnię „Świt” i produkcję, w nowej siedzibie przy Alejach Ujazdowskich 37. Cały lokal tamże zajmował 24 pokoje. Od 1927 do 1930 była redaktorką miesięcznika „Kultura Ciała”. Regularnie publikowała w pismach „Bluszcz” (prowadziła tam rubryki „Z dziedziny kosmetyki” i „Korespondencje działu praktycznego”), „Moja Przyjaciółka”, „Świat Pięknej Pani”. Na łamach „Bluszcza” regularnie udzielała odpowiedzi na listy czytelniczek oraz porad lekarskich zaocznie bez wykonywania badań oraz wykorzystywała to miejsce do promocji swoich kosmetyków i działalności, w związku z czym uznano, że naruszyła przepisy Izby Lekarskiej Warszawsko-Białostockiej, co skutkowało karą grzywny i naganą z ostrzeżeniem w 1927. W ramach swojej działalności produkowała kosmetyki. Była autorką prac z dziedziny higieny i kosmetyki. Publikowała w prasie codziennej, a także w czasopiśmie „Polski Czerwony Krzyż. Wygłaszała odczyty, w tym na antenie Polskiego Radia z serii „Świat Kobiecy”. W 1937 nakładem Książnicy-Atlas wydano jej Wspomnienia lekarki legionowej, obejmujące lata 1914–1925 (honorarium uzyskane z tej publikacji przekazała na Fundusz Obrony Narodowej). Na forum publicznym zajmowała się poradnictwem w zakresie higieny i kosmetyki.
W 1928 propagowała uznanie osobistej odpowiedzialności honorowej kobiet i stworzenia dla nich specjalnego kodeksu honorowego bez krwawych pojedynków (tłem tych postulatów były tragiczne skutki pojedynków między mężczyznami spowodowane przez obrazę pomiędzy kobietami). W 1930 udzielała się w stołecznym komitecie wyborczym organizacji kobiecych. Była organizatorką Stowarzyszenia „Rodzina Wojskowa”. Działała w kole warszawskim RW (oddział praski). W tej organizacji kierowała wydziałem sanitarnym. W 1931 była przewodniczącą sekcji propagandowo-finansowej przy Radzie Szkolnej m. st. Warszawy. 24 maja 1938 została matką chrzestną sztandaru Szkoły Powszechnej nr 88 im. Orląt Lwowskich przy ul. Białołęckiej w Warszawie. W październiku 1938 wystąpiła na wiecu wyborczym kobiet w Warszawie. Wobec zagrożenia wybuchem konfliktu zbrojnego, w 1938 była inicjatorką utworzenia i kierowniczką Pierwszej Placówki (Punktu) Rejestracyjnej Centralnego Instytutu Przetaczania Krwi Polskiego Czerwonego Krzyża. Punkt ten prowadziła z własnych funduszy oraz przy pomocy własnego personelu. Przy tym w październiku 1938 była jednym z siedmiu lekarzy, którzy zgłosili się bezinteresownie do pracy przy rejestracji chętnych do oddania krwi (prócz niej m.in. jej siostra Jadwiga). Wiosną 1939 odezwa tej placówki o oddawanie krwi spotkała się ze sporym zainteresowaniem społecznym w Warszawie. W tym czasie została mianowana kierowniczką szkolenia przodownic sanitarnych w Warszawie. Wraz ze swoim przedsiębiorstwem „Świt” uczestniczyła w zorganizowanej pod koniec maja 1939 Wystawie „Świat kobiety” w Warszawie. Na wiosnę 1939 podjęła inwestycję w postaci budowy 7-piętrowego gmachu, w którym miała zostać uruchomiona fabryka kosmetyków, jednak realizacji tego nie udało się już sfinalizować.
Podczas II wojny światowej, w trakcie okupacji niemieckiej, uzyskała zezwolenie od władz okupacyjnych na prowadzenie praktyki lekarskiej przy Al. Ujazdowskich 37. Udzielała też nieodpłatnie porad lekarskich dla potrzebujących. Prowadziła zawodowe szkolenie kobiet „Szkoła Kosmetyczek i Masażystek”, w 1944 przeniesione na ul. Nowogrodzką 20. W swym domu od około 1943 kwaterowała swojego brata Kazimierza z synem Maciejem. Po wybuchu powstania warszawskiego w 1944 w jej domu, usytuowanym w dzielnicy willowej Żoliborz, odbywały się często spotkania znajomych, trafili tam m.in. były komisaryczny burmistrz Warszawy Julian Kulski, prof. Emil Kipa, ppłk Kazimierz Meÿer. W swej wilii ukrywała wielu uciekinierów. 19 sierpnia 1944 rozstrzelano jej matkę w gronie chorych w Instytucie Radowym. Po wojnie, w 1947 jej Laboratorium Kosmetyków Higienicznych „Świt” funkcjonowało przy ul. Marszałkowskiej 81. Po latach została uznana za specjalistkę kosmetyki i pionierkę kosmetyki lekarskiej, kosmetologii, medycyny estetycznej.
Jej małżeństwo z Mieczysławem Fularskim, który wyjechał z Polski i pozostał na emigracji w Ameryce Południowej, trwało do 1951. Następnie jeszcze raz wyszła za mąż. Z żadnego ze swoich związków nie miała dzieci. W okresie powojennym mieszkała w swoim domu z lat 20. przy ul. Mierosławskiego 2. Tenże dom, jak i cały swój majątek (istniejące w Warszawie willę, firmę, przychodnię lekarską) przekazała na rzecz parafii Dzieciątka Jezus w Warszawie (z zastrzeżeniem, że w będzie mieszkać w jednym z tamtejszych pokojów do końca swojego życia). Zmarła 24 maja 1956 w Warszawie. Została pochowana na Cmentarzu Stare Powązki w Warszawie 29 maja 1956 w grobowcu członków rodziny Mozołowskich – pochodzących z Sanoka, tak samo jak Kazimierz Świtalski; spoczął tam Andrzej Mozołowski z matką Jadwigą, tj. siostrą Julii (1893-1986) – także lekarką specjalistką chorób skórnych i wenerycznych, a symbolicznie został upamiętniony ich ojciec i mąż, płk dr Stefan Mozołowski (kwatera 216-III-1). Pod koniec lat 20. oraz w latach 30. w wielu publikacjach była przedstawiana jako „Julia Świtalska-Fularska”, aczkolwiek bywało, że wymieniano ją nadał pod nazwiskiem Świtalska (np. w publikacji Stanisława Łozy, w 1939). Zarówno w nekrologu, jak i w inskrypcji nagrobnej została podpisana jako „Julia Świtalska”.
W byłych jej domostwach przy ul. Mierosławskiego 2 (potem nr 6) mieszkali księża, a wśród nich także na około rok przed śmiercią Jerzy Popiełuszko. Funkcjonuje tam dom parafialny.

## Publikacje
- Piękność i zdrowie w życiu kobiety (1926)[92][8]
- Kobieta nowoczesna we wszystkich okresach jej życia (1927)[93]
- Mój system piękności i zdrowia (1928)[94][95][8]
- Jak pielęgnować włosy (1929)[96]
- Kosmetyka i higjena dziecka (1929)[97][8]
- Kosmetyka życia codziennego (1930)[98]
- Kosmetyka pana (1931)[99][8]
- Pieczywo zdrowotne (1931)[100]
- Jak można zachować młodość? (1933)[101]
- Mój system pielęgnacji urody wedle wskazówek dr med. J. Świtalskiej oparty na najnowszych zdobyczach techniki kosmetycznej (1933)[54]
- Wspomnienia lekarki legionowej (1937)[27][28][102]
- Słońce – powietrze – woda (elementy życiodajne) (1938)[103]
- Kobieta współczesna[8]
- Gazowy piec kąpielowy. Jego zalety i zastosowanie (1939)[104]
- Abecadło zdrowia i urody (1939)[105]
- Jak zachować młodość (1951)[106][34]

## Odznaczenia
- Medal Niepodległości (18 października 1932), „za pracę w dziele odzyskania niepodległości”[a][107][90]
- Odznaka Honorowa Czerwonego Krzyża II klasy z dekoracją wojenną – Austro-Węgry (1916[108][109], za zasługi przy zwalczaniu chorób wenerycznych i ospy)[110]
- Krzyż Zasługi (przyznany przez Międzynarodowy Czerwony Krzyż za zasługi przy zwalczaniu ospy)[7][4]